# Polimery nieorganiczne
Polimery nieorganiczne – polimery, które w swojej strukturze, w łańcuchu głównym nie zawierają atomów węgla. Polimery zawierające składniki nieorganiczne i organiczne, czasami nazywane są polimerami nieorganiczno-organicznymi. Polimery nieorganiczne oferują właściwości niespotykane w materiałach organicznych takie jak sprężystość w niskiej temperaturze, przewodność elektryczna właściwa, niepalność. Polimery nieorganiczne z dostosowującymi się właściwościami czasami nazywane są inteligentnymi polimerami nieorganicznymi. Specjalna grupa polimerów nieorganicznych to geopolimery, które występują naturalnie, ale mogą być też otrzymywane sztucznie.

## Budowa

### Polimery liniowe z jednym rodzajem atomów w głównych łańcuchach
Polimery liniowe posiadają łańcuch główny bez żadnych rozgałęzień bocznych. Przykładem jest spontanicznie tworzące się polisulfany, powstające w wyniku polimeryzacji siarki S
8. Polimery formowane z pierwiastków grupy IV układu okresowego są dobrze znane. Podstawowym przykładem są polisilany, krzemowy odpowiednik polietylenu. Mogą być klasyfikowane zależnie od tego czy mają pojedyncze, podwójne lub potrójne wiązania w łańcuchu głównym.

### Polimery mieszane
Polimery mieszane posiadają więcej niż jeden rodzaj atomu w łańcuchu głównym. Zazwyczaj dwa rodzaje atomów występują naprzemiennie.

#### Na bazie krzemu
Przykładem mogą być polisiloksany, których główny łańcuch jest zbudowany z naprzemiennie ułożonych atomów krzemu i tlenu (−O−Si−O−Si−O−Si−).

#### Na bazie fosforu
Polifosforany są zbudowane są z merów fosforanowych. Powstają na skutek spontanicznej lub wymuszonej kondensacji soli kwasu fosforowego. Ich ogólną budowę można przedstawić następująco:
M−O−[P(OM)(O)−O]
n−M (M = atom metalu, zwykle sodu lub potasu).

#### Na bazie boru
Poliaminoborany posiadają łańcuch główny o budowie −B−N−B−N−.

#### Na bazie siarki
Siarko-azotowe polimery posiadają łańcuch główny o budowie −S−N−S−N−. Materiały tego typu posiadają wysoką przewodność elektryczną.

## Metody polimeryzacji
Polimery nieorganiczne tworzone są, tak samo jak organiczne, w wyniku:
- Polimeryzacja stopniowa(polikondensacja i poliaddycja);
- Polimeryzacja łańcuchowa.